# Cubry (rivière)
Pour l’article homonyme, voir Cubry.
 Le Cubry est une rivière française qui coule entièrement dans le département de la Marne. C'est un affluent en rive gauche de la Marne et donc un sous-affluent de la Seine.

## Géographie
Le ruisseau prend sa source à l'étang de Noire Fontaine, à 221 mètres, dans la Forêt d'Enghein, sur le territoire de la commune de Saint-Martin-d'Ablois. La vallée du Cubry s'étend en contrebas de la montagne d'Épernay ; la vallée du Darcy peut être incluse dans cette dernière. Le Darcy est en effet affluent de la rive droite du ruisseau à l'instar du Sourdon,. Autour de la vallée du Cubry se développe le vignoble des « Coteaux Sud d'Épernay », comprenant notamment les communes de Saint-Martin-d'Ablois, Vinay, Moussy et Pierry et celles de la vallée du Darcy. Le ruisseau est long au total de 14,3 km.

## Histoire

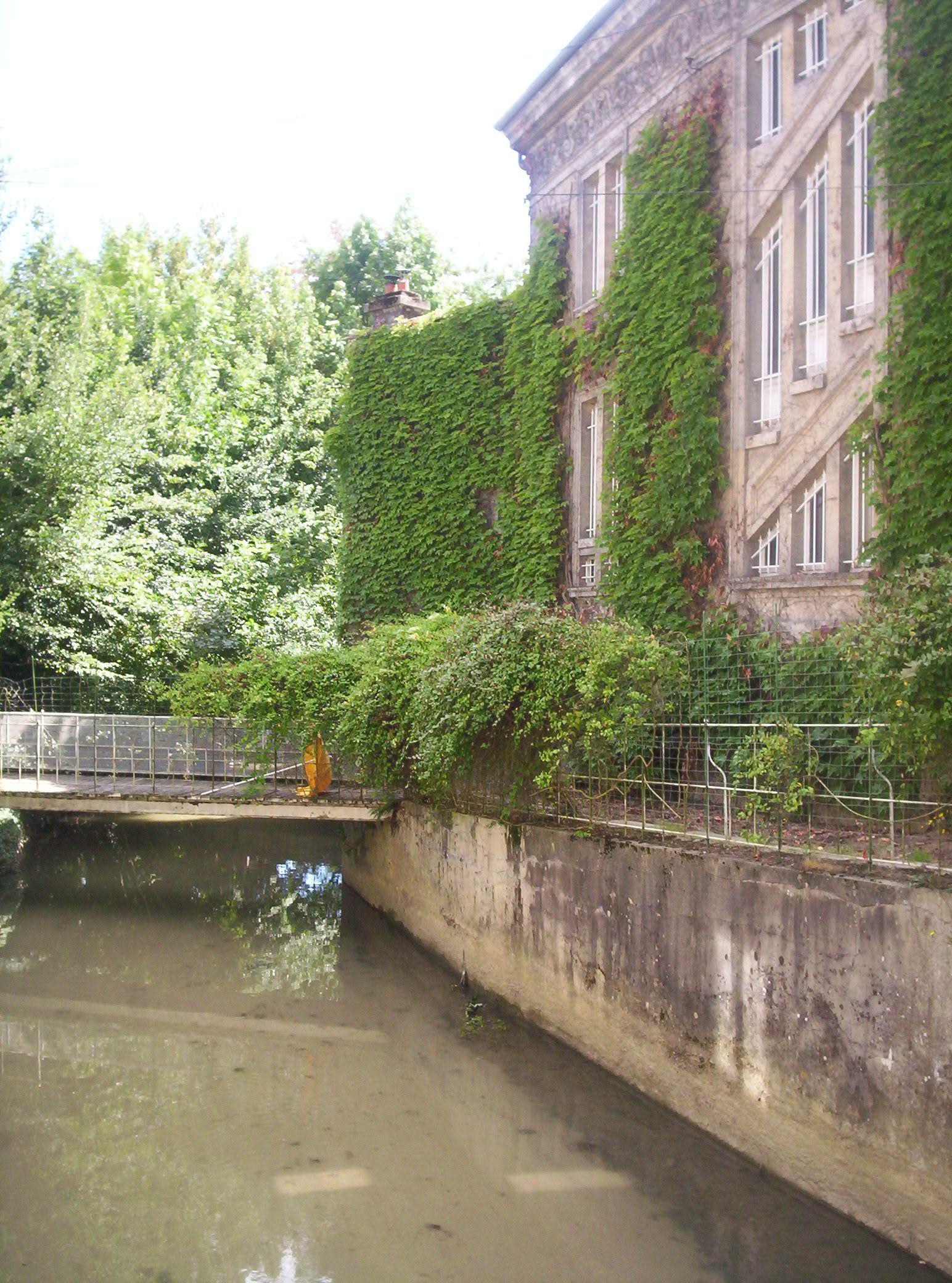
À Épernay.

Le nom « Cubry » provient du gaulois et signifie le « ruisseau du corbeau ».
Louise de Savoie fait édifier au XVIe siècle de nouvelles fortifications autour d'Épernay. Le cours du Cubry, qui suivait les rues des Fusiliers, Nationale, Chocatelle et de Brugny puis se jetait dans les douves du château, est dévié de son lit originel vers celui qu'il possède encore aujourd'hui. Les tanneurs, dont l'activité était ancienne, doivent s'établir sur le nouveau lit, vers l'actuelle rue des Tanneurs. D'autres tanneurs s'exilent et la tannerie comme à se perdre sur les abords du ruisseau.
Le Cubry a alimenté jusqu'à six moulins, dont un à tan qui était encore en activité au XIXe siècle.
Le ruisseau est en partie recouvert en 1880 par la place Carnot ; puis en 1883, du pont de la Filature au pont de Nommois. À la suite des crues de 1910, la ville d'Épernay fait construire en 1926 des retenues d'eau, aux moulins de la Planche et de la Filature. Aujourd'hui une grande partie du Cubry est recouverte.

## La légende de la belle du Cubry
Au XIIIe siècle, le roi Louis IX donne à son second fils la mission de défendre la ville d'Épernay. Il y rencontre Alix, la fille du Sire de Saint-Julien, habitant un petit château dit « la forte maison ». Ils vivent alors un amour tendre et pur lors de rencontres secrètes sur les bords du Cubry. À la suite des guerres avec le Comte Thibault, il doit prendre les armes contre son aîné. Les amoureux sont surpris par une vieille et méchante commère lors de leurs adieux. Alix n'ose pas rentrer chez elle et, perdue dans ses tristes pensées, elle tombe dans le ruisseau. Son corps est repêché à temps pour mourir dans les bras de son père en disant : « Père, ne rougissez pas plus que moi, il m'aima d'amour pur, à vous de prier maintenant... ». La légende veut que l'ombre blanche d'Alix soit visible en ces lieux tous les jours à 3h00 du matin. Depuis, le fantôme d'Alix errerait sur les rives du Cubry.

## Les moulins
Ces moulins, possessions seigneuriale laïque ou religieuse, sont souvent soumis à la banalité : les habitants sont obligés d'y moudre leurs graines et d'en payer le droit perçu par le Seigneur. Au 18e siècle, il existe trois moulins à Pierry. En 1848, ils emploient sept hommes qui produisent 9102 hl de mouture.

### Le moulin de Choisel
Ce moulin est une propriété des Bénédictins depuis 1520 et se situe dans l'enceinte de la ferme des moines. Il écrasait les grains de seigle, de froment et d'avoine récoltés sur leur terre. De ce bâtiment, il ne reste que les fondations. Le moulin de Choisel a fonctionné jusqu'en 1930 en alimentant aussi une scierie. Après la seconde guerre mondiale, il a repris du service pour le sciage du bois.

### Le moulin de Saint-Julien
Ce moulin est également propriété des Bénédictins, il figure déjà sur une carte en 1237. C'est l'unique maison survivante de l'ancien village de Saint-Julien.

### Le moulin des Forges
Il apparaît sur des documents datant de 1720. Il a exercé ses activités de moulin à grain jusqu'en 1945.

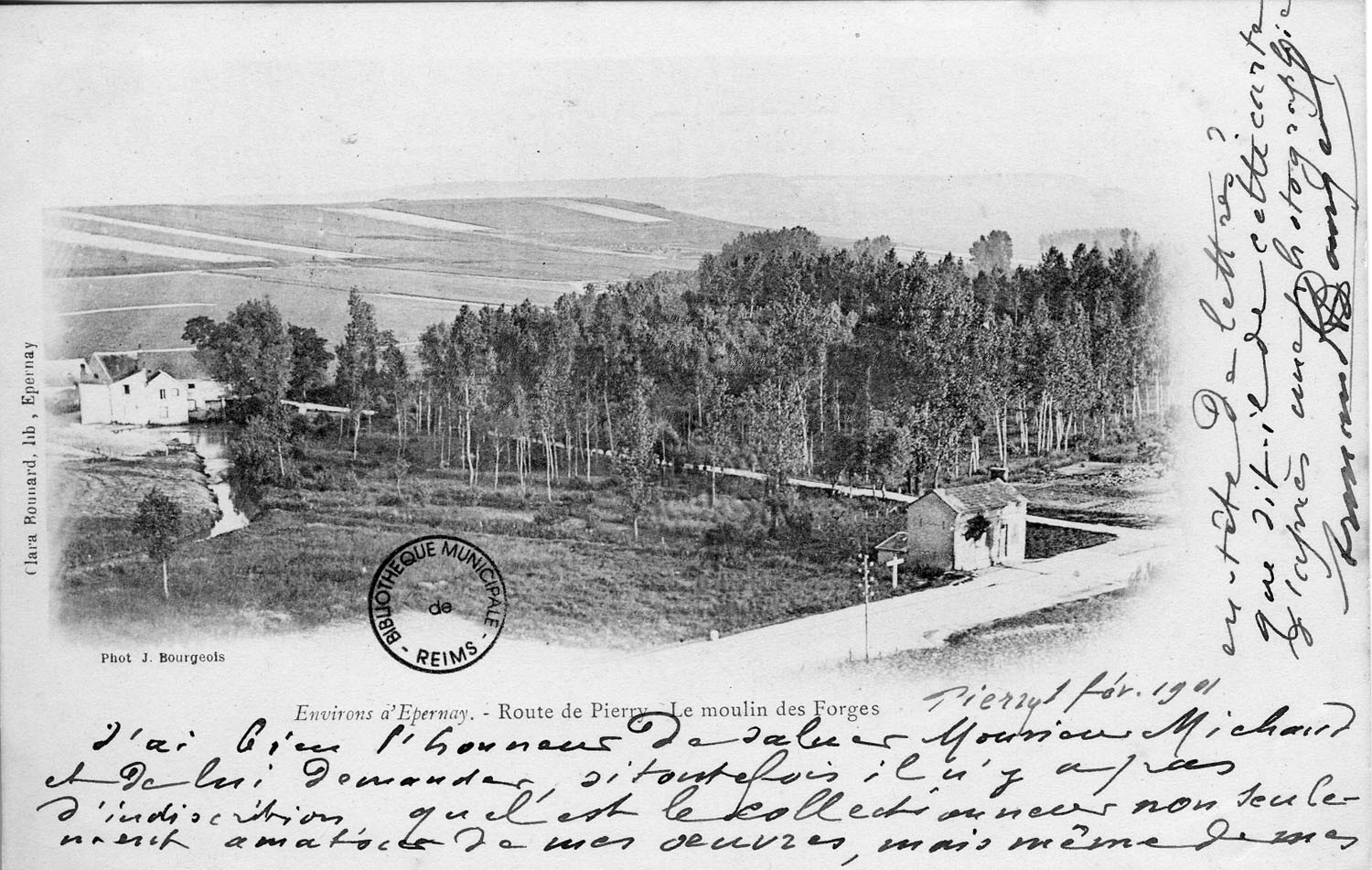
Carte postale du moulin des forges.